# جيمس إف. مور
جيمس إف. مور (بالإنجليزية: James F. Moore)‏ هو شخصية أعمال أمريكي، ولد في 1948 في تشامبيغن في الولايات المتحدة.